# 艾利瓦加尔河道

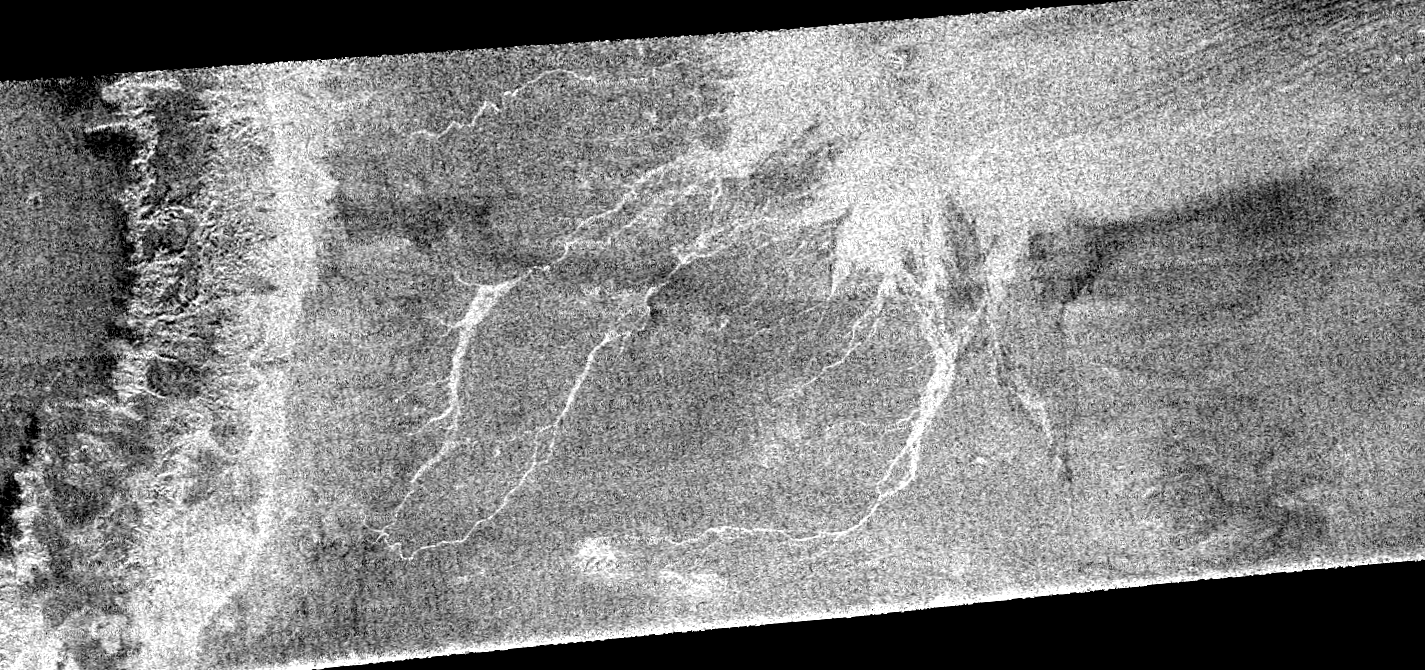

艾利瓦加尔河道（Elivagar Flumina）是由土卫六门尔瓦撞击坑周边区域一系列长度在23公里到210公里不等的河道构成的河网，其流域范围至少有120公里宽，并显示出侵蚀迹象，在河口处存在冲积扇。艾利瓦加尔河道被解释为冲积河流，因为它靠近河谷，并从雷达后向散射中得到体现。土卫六门尔瓦撞击坑地区的地貌测绘提供了外生作用证据，如烃流体的冲刷蚀刻（换言之，山洪暴发），这被认为是形成河道网的主要原因。
艾利瓦加尔河道取名自以北欧神话中的一组有毒的冰河艾利瓦加尔。